# Pontella atlantica
Pontella atlantica är en kräftdjursart som först beskrevs av H. Milne Edwards 1840.  Pontella atlantica ingår i släktet Pontella och familjen Pontellidae. Inga underarter finns listade i Catalogue of Life.